# Tricholita elsinora
Tricholita elsinora är en fjärilsart som beskrevs av Barnes 1904. Tricholita elsinora ingår i släktet Tricholita och familjen nattflyn. Inga underarter finns listade i Catalogue of Life.